# Svatý Abdiesus
Abdiesus (? - 342? Persie ) byl jáhnem v Sásánovské říši.
Nazývaný též „Ježíš z Hebed“, „hebedský Ježíš“. Byl diakonem křesťanské komunity v Persii. Za vlády krále Šápúra II., během pronásledování křesťanů, byl zatčen. Jak hovoří záznamy, Abdiesus podstoupil mučednickou smrt (asi v r. 342) spolu s Acepsimem, Azadanusem, Azadesem, Bicorem, Mareasonem, Millesem a ženou Tarbulou. Někteří z nich byli perští dvořané, jiní kněží a biskupové Perské orientální církve (předchůdkyně pozdější Asyrské církve Východu).